# Margaret Bruce
Margaret Bruce (* zwischen 1315 und 1322 in Dunfermline; † zwischen dem 30. März 1346 und dem 9. November 1347) war eine schottische Prinzessin.
Margaret Bruce war die vermutlich älteste Tochter des schottischen Königs Robert I. aus dessen zweiter Ehe mit Elizabeth de Burgh. Bei Friedensverhandlungen, die den Ersten Schottischen Unabhängigkeitskrieg beenden sollten, schlugen die Schotten 1324 eine Heirat von Margaret mit dem englischen Thronfolger Eduard vor. Die Verhandlungen blieben ergebnislos, womit auch das Heiratsbündnis nicht weiter verfolgt wurde.
1345 heiratete sie als dessen erste Gattin William Sutherland, 5. Earl of Sutherland († 1370). Sie starb bei der Geburt ihres einzigen Kindes, John Sutherland, Master of Sutherland († 1361). Wie zahlreiche andere Angehörige ihrer Familie wurde sie in Dunfermline Abbey beigesetzt.